# Катай Дон Сасорит
Сасорит, Катай Дон (лаос. ກະຕ່າຍ ໂດນສະໂສລິດ; 12 июля 1904, Паксе, Французский Лаос — 29 декабря 1959, Вьентьян, Лаос) — лаосский государственный и политический деятель, издатель, публицист. Был одним из лидеров национального движения сопротивления против японцев и затем французов во время и после Второй мировой войны. Восьмой премьер-министр Лаоса (1954—1956).

## Биография
Катай Дон Сасорит родился 12 июля 1904 года в Паксе в смешанной вьетнамско-лаосской семье. После того как Катай Дон прошел обучение в Ханое, с 1926 года работал во французской колониальной администрации.
Во время Второй мировой войны вместе с Нхуи Абхаем, при поддержке Франции, основал «Движения за национальное обновление», которое занимало антияпонские и антитайские позиции.
Они создали будущий национальный гимн и флаг Лаоса. В этот период Сасорит издавал газету под псевдонимом «William Rabbit».
После того как 15 августа 1945 года Япония капитулировала, Катай Дон Сасорит как и многие националисты присоединился к движению Лао Иссара. В правительстве во главе с Пхаяо Каммао Сасорит, сформированном в октябре 1945 года, он занимал пост министра финансов.
Однако весной 1946 года движение «Свободный Лаос» потерпело поражение и принц Суванна Фума, вместе с другими его лидерами эмигрировал в Таиланд, спасаясь от сил французского экспедиционного корпуса. Там Катай Дон Сасорит присоединился к работе лаосского правительства в изгнании.
После обретения независимости он был избран в Национальное собрание в 1948 году и вернулся в 1949 году в Лаос. С 1951 до 1954 года занимал должность министра финансов и экономики в кабинете Суванна Фумы. В 1954 году он стал председателем Прогрессивной партии Лаоса, основанной принцем Фумой. В ноябре того же года он сменил принца на посту премьер-министра, после чего сформировал собственное правительство.
Во времена своего правления он занимал жесткую позицию в отношении Патет Лао.
Сумел добиться значительной помощи со стороны США, манипулируя потенциальным вторжением вьетнамцев в Лаос.
Из-за того, что ему не удалось добиться национального примирения в 1956 году вышел в отставку. На этом посту его сменил Суввана Фума. После отставки Сасорит продолжал активную политическую деятельность. Уже в 1958 году он был заместителем премьер-министра в кабинете Фуи Сананиконе. После этого он стал министрами обороны и внутренних дел и занимал этот пост до самой своей смерти в 1959 году.
Памятник, установленный после его смерти в его родном городе Паксе, был демонтирован после 1975 года, но ступа с ее пеплом по-прежнему находится над входной зоной местного храма Ват Луанг.